# اولیوه، لوآره
شهر اولیوه، لوآره (به فرانسوی: Olivet, Loiret) در شهرستان لوآره در ناحیه سانتر (فرانسه) با جمعیت ۲۱٬۰۳۲ نفر در کشور فرانسه واقع شده‌است